# داگانگ
داگانگ (به لاتین: Dagang District) یک بخش (تقسیم کشوری) در جمهوری خلق چین است.